# Heinrich Bünting

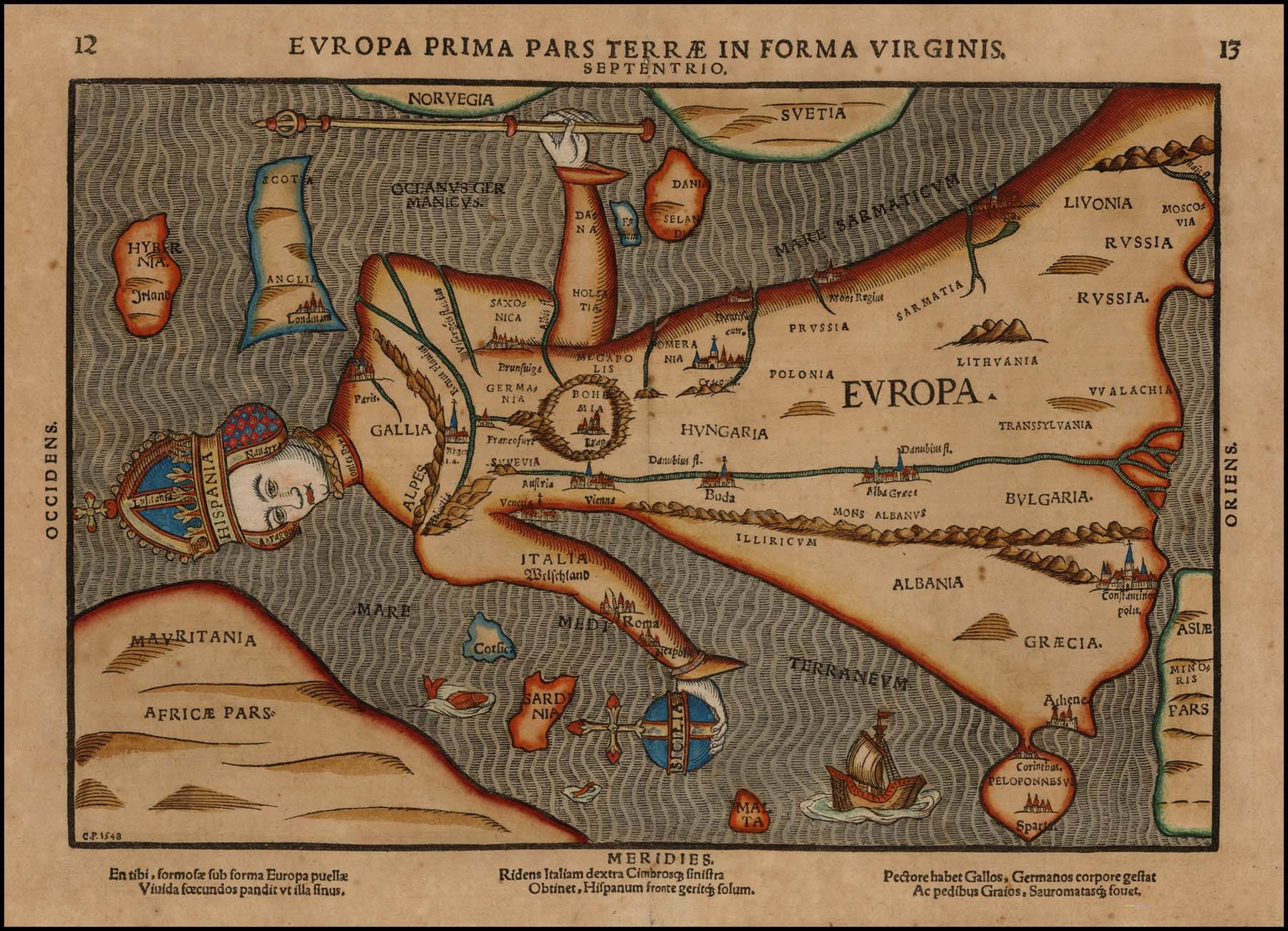
Europa als Reichskönigin, 1582

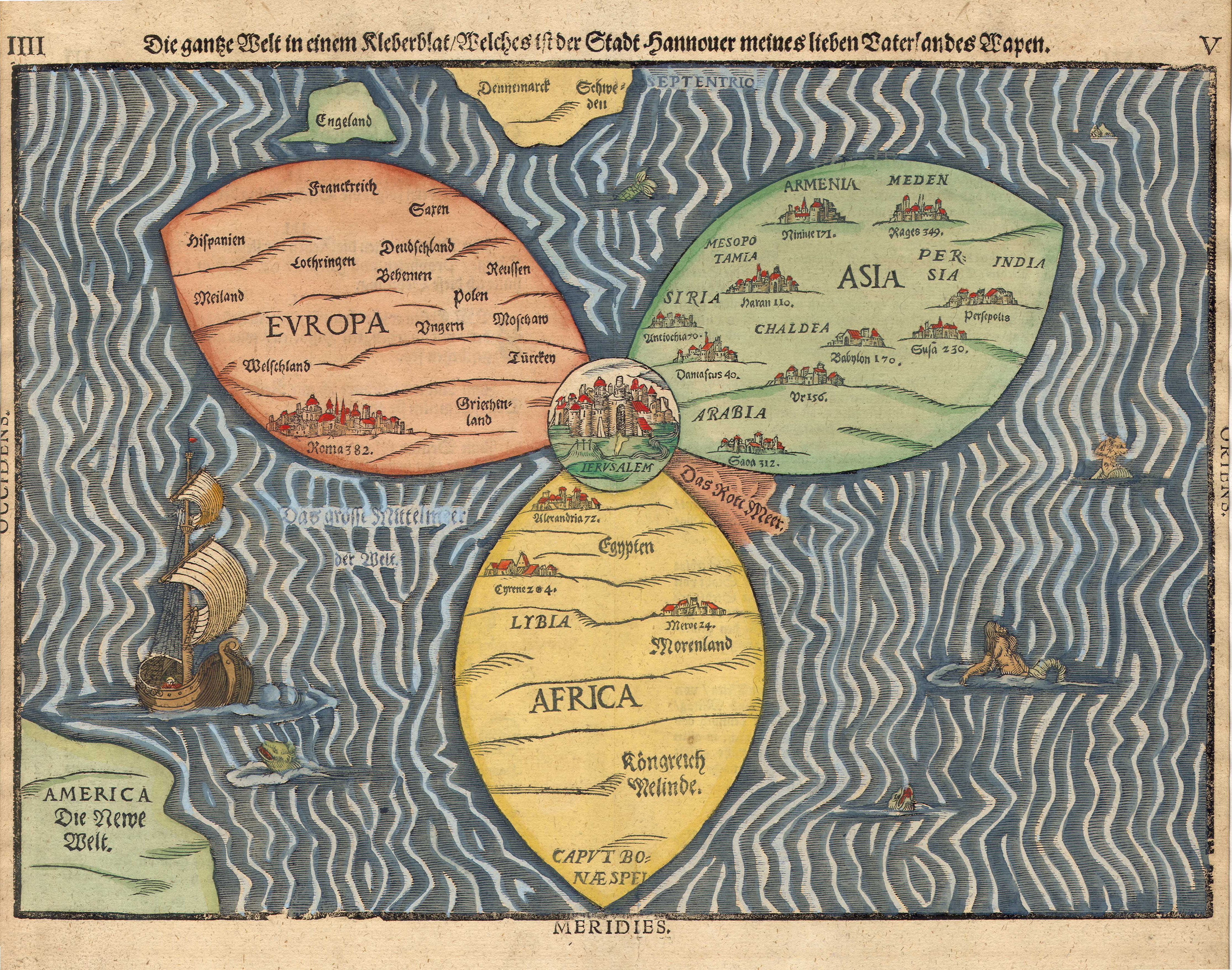
Drei Kontinente als Kleeblatt mit Jerusalem im Mittelpunkt, 1581

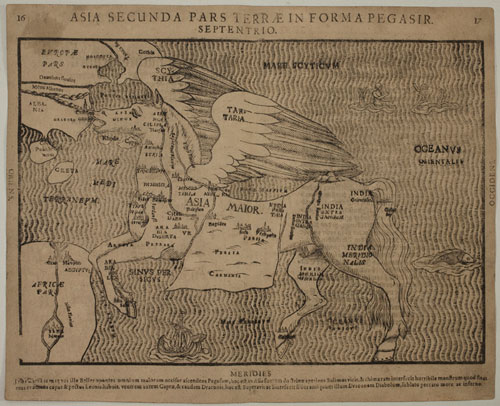
Asien als Pegasus, 1581

Heinrich Bünting, auch: Buntingus, Bunting, Pendingius (* 1545 in Hannover; † 30. Dezember 1606 ebenda) war evangelischer Theologe, Geograph und Chronist. Seine geographische Beschreibung der biblischen Stätten Palästinas (Itinerarium Sacrae Scripturae) mit phantasievollen emblematischen Illustrationen machte ihn bekannt.

## Leben
Er wurde Sohn des Goldschmieds und Silberhändlers Johann Bünting bzw. Hans Buntinck und seiner Frau Helena, Tochter des Landesrentmeisters Heinrich Lorleberg. Heinrich Bünting wuchs in seiner Heimatstadt auf, besuchte zuerst die dortige Lateinschule und erhielt daraufhin Unterricht am Martino-Katharineum unter Andreas Pouchenius in Braunschweig. Er studierte ab September 1568 an der Universität Wittenberg Theologie, Philosophie und Mathematik und erhielt dort 1569 den Magistergrad.
Von der Herzogin Sidonie von Braunschweig-Lüneburg wurde er zum Schlossprediger in Calenberg berufen und deshalb im März 1571 von seinem akademischen Lehrer Friedrich Widebrand in Wittenberg zum Prediger ordiniert. Nachdem die Haushaltung der Herzogin aufgelöst worden war, wurde Bünting 1572 Pfarrer in Gronau an der Leine und 1591 Superintendent in Goslar. 1599 wurde er dort wegen des Vorwurfs irriger Lehren abgesetzt, da er sich im Anschluss an Jakob Andreae in der Ubiquitätslehre pointiert in den Streit zwischen den verschiedenen lutherischen und reformierten Lehrmeinungen eingebracht hatte.
Seine letzten Jahre verbrachte er als Privatmann in Hannover bei seinem Bruder Conrad, der als Doktor der Rechte seit 1573 Stadtsyndikus und Berater in Münzangelegenheiten war, wo er seinen Unterhalt offenbar mit Bierbrauen bestritt. Bünting wurde im Chor der Marktkirche seiner Heimatstadt beigesetzt.
Im Jahr 1571 versuchte Heinrich Bünting, zwei zum Tode verurteilte jüdische Raubmörder zum Christentum zu bekehren, was ihm in einem Fall auch gelang. Gemeinsam mit seinem Amtskollegen Johannes Uden wohnte er der geschärften Hinrichtung am 28. Juni 1571 auf dem Calenberg vor Hannover bei.

## Itinerarium Sacrae Scripturae

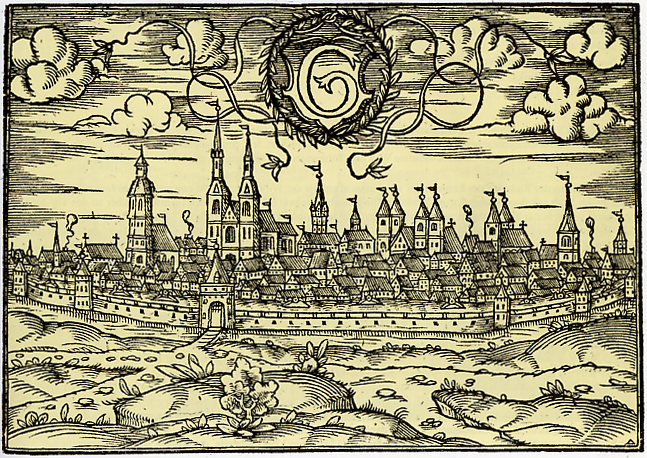
Ansicht Göttingens in der Chronik

Sein bedeutendstes Werk, „Itinerarium Sacrae Scripturae“, ein reich illustrierter Bericht über die heiligen Stätten Palästinas, wurde vielfach aufgelegt sowie in verschiedene Sprachen übersetzt. Mindestens 61 Ausgaben sind bekannt, darunter allein in englischer Sprache sechs zwischen 1619 und 1682. Der „Lehnstuhlreiseführer“ entstand wahrscheinlich ohne dass Bünting jemals selbst das Heilige Land bereist hätte, durch die Lektüre früherer Karten und Reiseberichte, etwa von Burchardus de Monte Sion und Bernhard von Breidenbach, und gilt als die vollständigste Sammlung des damaligen Wissens über die biblische Geographie. Bünting zeichnete die Reisewege biblischer Figuren von Adam über Abraham und Moses bis zu Christus und den Aposteln getreu den Angaben der Heiligen Schrift nach und organisierte diese Informationen nach den Orten Palästinas, die jeweils ein eigenes Kapitel erhielten.
Besondere Aufmerksamkeit erreichten die darin enthaltenen emblematischen Karten, die Europa als Jungfrau, Asien als Pegasus und die Welt als Kleeblatt darstellen. Das Kleeblatt ist eine Reverenz an das Wappen der Stadt Hannover; so lautet die Überschrift des Stichs: „Die gantze Welt in ein Kleberblat / Welches ist der Stadt Hannover / meines lieben Vaterlandes Wapen.“ Diese Darstellung wurde im Rahmen der Weltausstellung Expo 2000 in einer Ausstellung in Hannover gewürdigt. Das Bild Europas als Jungfrau geht wohl auf eine Karte des Tiroler Kartographen Johannes Putsch von 1534 zurück. Nachdem sie Heinrich Bünting in die Ausgabe des Itinerariums von 1587 integriert hatte, übernahm sie Sebastian Münster in seiner Cosmographia von 1588; auch im Unabhängigkeitskampf der Niederlande wurde dieses Motiv für propagandistische Flugschriften verwendet.
Ausgaben
- Heinrich Bünting: Itinerarium sacrae scripturae. Das ist ein Reisebuch über die ganze heilige Schrift in zwey Bücher geteilt. Wittenberg: Jacobus Lucius Siebenbürger 1581, Digitalisat der Bayerischen Staatsbibliothek
  - Ausgabe Helmstadt: Jacobus Lucius Siebenbürger, 1582, Digitalisat von Google Bücher
  - Ausgabe Helmstadt: Jacobus Lucius Siebenbürger, 1585, Digitalisat von Google Bücher
  - Ausgabe Wittenberg: Ambrosius Kirchner, 1587, Digitalisat der Bayerischen Staatsbibliothek
  - Ausgabe Magdeburg 1592, Digitalisat von Google Bücher
  - Ausgabe Magdeburg 1599, Digitalisat von Google Bücher
  - Ausgabe Magdeburg: A. Duncker, 1600, Digitalisat der Israelischen Nationalbibliothek
  - Ausgabe Magdeburg: Ambrosius Kirchner, 1606, Digitalisat von Google Bücher
  - Ausgabe Magdeburg: Ambrosius Kirchner, 1611, Digitalisat von Google Bücher
  - Ausgabe Magdeburg: Ambrosius Kirchner, 1616, Digitalisat von Google Bücher
  - Ausgabe Erfurt 1754, Digitalisat der SUB Göttingen

## Weitere Werke

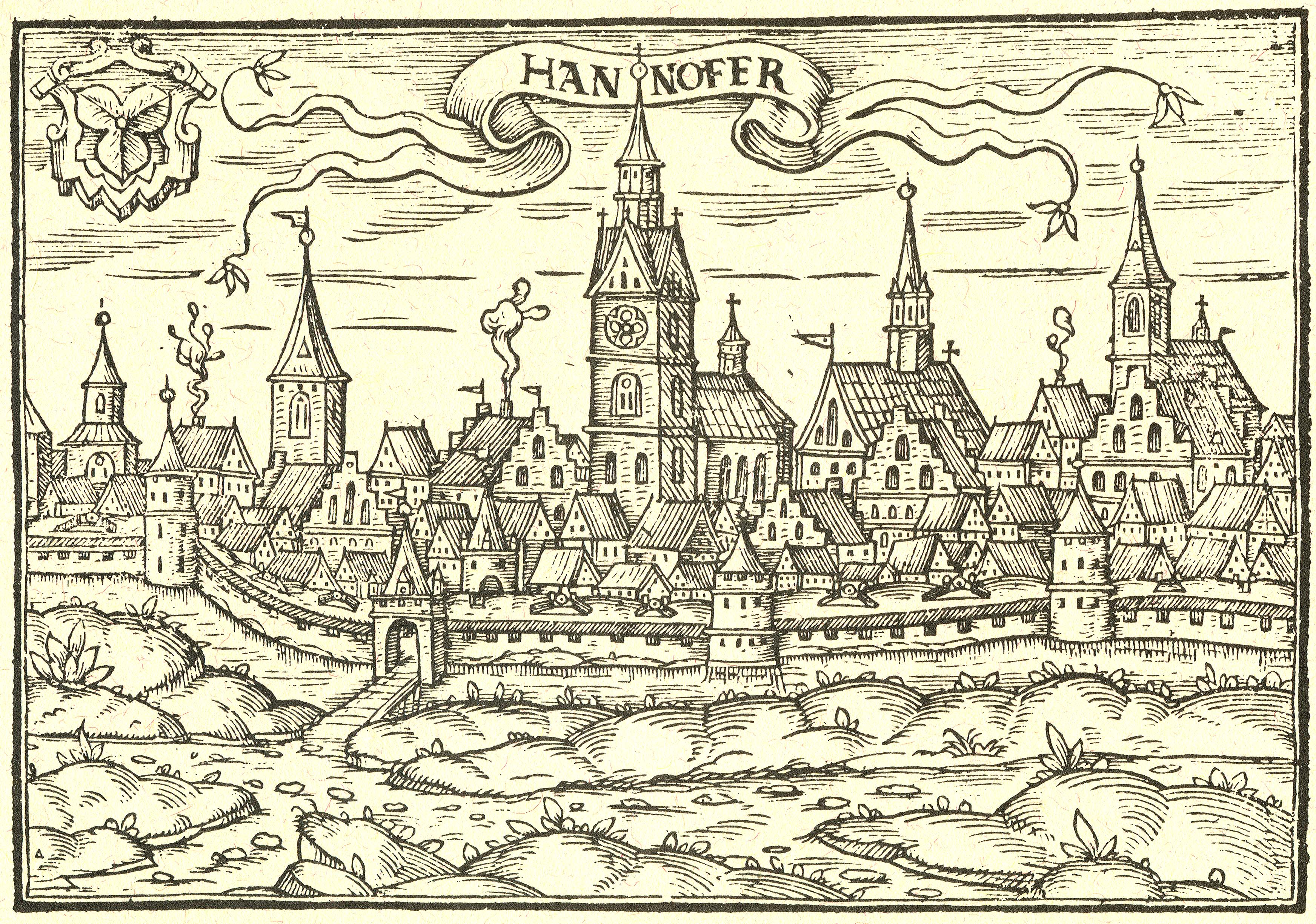
Hannover von Westen, mit dem äußeren und inneren Leintor,
aus Büntings Braunschweigische und Lüneburgische Chronica, Holzschnitt, um 1584/1585

- De monetis et mensuris Sacræ Scripturæ. Das ist ein eigentliche Ausrechnung vnd Beschreibung aller Müntz vnd Masse in heiliger Schrifft. Magdeburg 1583 (Digitalisat der Bayerischen Staatsbibliothek).
- Braunschweigische und Lüneburgische Chronica. 4 Bände. Ambrosius Kirchner, Magdeburg 1584–1585, Band 1, Band 2, Band 3, Band 4 (Digitalisate der Bayerischen Staatsbibliothek).